# Панцуру, Йон
Йон Панцуру (рум. Ion Panţuru, 11 сентября 1934, Синая, Валахия — 17 января 2016, Плоешти, Румыния) — румынский бобслеист, пилот, выступавший за сборную Румынии в середине 1960-х — конце 1970-х годов. Участник четырёх зимних Олимпийских игр, бронзовый призёр Гренобля, обладатель серебряной и бронзовой медалей чемпионата мира, двукратный чемпион Европы.

## Биография
Родился 1в городе Синая, область Валахия. С ранних лет увлёкся спортом, в частности, на профессиональном уровне занимался футболом, играл на позиции вратаря за местную команду «Карпаци», выступающую во второй румынской футбольной лиге. Позже заинтересовался бобслеем и прошёл отбор в национальную сборную Румынии, присоединившись к ней в качестве пилота. Сразу стал показывать неплохие результаты, благодаря чему удостоился права защищать честь страны на Олимпийских играх 1964 года в Инсбруке, где, тем не менее, оказался довольно-таки далеко от призовых мест, приехав тринадцатым в двойках и лишь пятнадцатым в четвёрках.
В 1967 году он получил золотую и серебряную медали на чемпионате Европы в австрийском Игльсе, годом спустя финишировал вторым на европейском первенстве в итальянской Червинии. Благодаря череде удачных выступлений был отобран на Олимпийские игры 1968 года в Гренобль, где на церемонии открытия был знаменосцем. В составе двухместного экипажа, куда также вошёл разгоняющий Николае Нягое, завоевал комплект бронзовых медалей, которые по сей день остаются единственными у Румынии на зимних Олимпиадах. Кроме того, их команда боролась здесь за место на подиуме в программе четырёхместных экипажей, но по итогам всех заездов оказалась на четвёртой позиции, уступив идущим третьими швейцарцам всего лишь десять сотых секунды.
Дальнейшие успехи спортсмена связаны с партнёром-разгоняющим Думитру Фокшеняну, вместе с которым они взяли ещё несколько наград на международной арене. На чемпионате мира 1969 года в американском Лейк-Плэсиде произошёл курьёзный случай, Панцуру завоевал серебряную медаль в зачёте двоек, но, когда добирался автостопом до аэропорта, забыл её в подвозившей его машине. Медаль впоследствии была обнаружена в подвале одного американского дома и возвращена владельцу через тридцать лет после награждения. Завершился сезон двумя серебряными медалями с чемпионата Европы в Червинии. В 1971 году Панцуру взял бронзу на европейском первенстве в Кортина-д’Ампеццо, годом спустя пополнил медальную коллекцию ещё одним золотом с чемпионата Европы в Игльсе.
Став к этому времени уже безоговорочным лидером румынской сборной, в 1972 году поехал соревноваться на Олимпийские игры в Саппоро, вновь удостоился чести нести знамя Румынии, но не смог добраться там до призовых мест, показав пятый результат в двойках и десятый в четвёрках. Последнюю в карьере медаль мирового достоинства выиграл в 1973 году на чемпионате мира в Лейк-Плесиде, когда финишировал третьим в программе двухместных экипажей. Продолжал выступать на самом высоком уровне вплоть до конца 1970-х годов, хотя в силу возраста уже менее успешно. В 1976 году ездил на Олимпийские игры в Инсбрук, но по итогам всех заездов оказался на одиннадцатом месте в двойках и лишь на четырнадцатом в четвёрках. На тот момент ему был уже 41 год, поэтому вскоре он принял решение завершить карьеру профессионального спортсмена, уступив место молодым румынским бобслеистам.